# قزمة الدب الأصغر
مجرة الدب الأصغر القزمة (بالإنجليزية:  Ursa Minor Dwarf)‏ مجرة كروية شبه إهليجية تقع في اتجاه كوكبة الدب الأصغر وهي عضو في المجموعة المحلية . مجرة الدب الأصغر القزمة مجرة قمرية لدرب التبانة أي انها في مدار حول مجرتنا. اكتشفت في عام 1955 من قبل A.G. Wilson من مرصد لويل بواسطة صورة من المسح الفلكي المعروف بأسم مسح بالومار للسماء  وهى مجرة صغيرة وخافتة ومنخفضة الكتلة حيث تقدر كتلتها 10 إلى 20 مليون كتلة شمسية وتتكون المجرة أساسا من النجوم القديمة ويبدو أن هناك القليل من تشكل النجوم في مجرة قزمة الدب الأصغر لعدم توفر الغاز والغبار الذي يساعد على تشكل النجوم الجديدة ومعظم نجوم هذه المجرة متغيرة وفقيرة من العناصر الثقيلة. يبعد مركز المجرة عن الأرض حوالي 225,000 سنة ضوئية 
في عام 1999 وباستخدام مرصد هابل الفضائي اكد العالمان
كينيث ميجل وكريستوفر بيرك ان تاريخ تطور وتشكل النجوم في مجرة الدب الأصغر القزمة تم خلال دفعة واحدة في انفجار وبروز مفاجئ استمر مليارَي سنة وحدث قبل 14 مليار سنة وهذا يعني ان معظم نجوم المجرة وليس الكل تبلغ من العمر 12 مليار سنة  ويبدو ان المجرة في عمر مجرة درب التبانة وتشكلت في نفس الفترة.